# شمع

یک شمع روشن

شَمع (به عربی: شمعة) یا در فارسی شَماله، کِندیل (به انگلیسی: Candle) یا سپندار و به زبان یونانی باستان " لوکنوس "(به معنای چراغ) برای منبع نور و گاهی برای تولید گرما به کار می‌رود و شامل یک فتیلهٔ جاسازی‌شده و یک تودهٔ جامد از سوخت (معمولاً موم و اغلب پارافین نفتی) است. 
قبل از اختراع لامپ، شمع و چراغ‌های نفتی برای روشنایی استفاده می‌شدند. اما امروزه از شمع برای روشنایی اضطراری در هنگام قطع برق یا برای ایجاد یک محیط رمانتیک یا در مراسم مذهبی و یاد بودها، ابزاری جهت نیایش و دعا و گاه به عنوان هدیه یا دکوری در منازل و جشنها نیز استفاده می‌شود به عنوان مثال در رسوم ازدواج ایرانی، آینه و شمعدان یک عضو جدانشدنی سفرهٔ عقد و مراسم‌های بعد از آن بوده و بعدتر در خانه‌ای که زن و شوهر با هم در آن زندگی می‌کنند، به عنوان نشانه‌ای از عهدی که با هم بسته‌اند و معمولاً در جایی از دکوراسیون خانه که جلب توجه کند، تا زمان دوام عهدشان، با توجهی ویژه نگهداری می‌شود (کارکرد نوستالژیک شمع).
شمع معطر در رایحه‌درمانی مورد استفاده قرار می‌گیرد که ضمن ایجاد فضایی دلنشین و کاهش استرس های روزمره ، در مدیتشین با شعله شمع نیز از شمع استفاده میگردد.
شمع مومی را برای اولین بار فنیقی‌ها ساختند. در قرن هجدهم شمع از روغن نهنگ ساخته می‌شد و چون روشنایی این شمع، که معروف به شمع کافوری بود، خوب و ثابت بود، بعداً «بالِن» به عنوان واحد روشنایی انتخاب شد. در سال ۱۸۲۳ شمع‌های گچی و پارافینی نیز به بازار آمد. سازندگان این دو شمع، دو مخترع فرانسوی به نام سیمونَن (Simonin) و مانژو (Manjot) بودند.

## شمع در ادیان مختلف

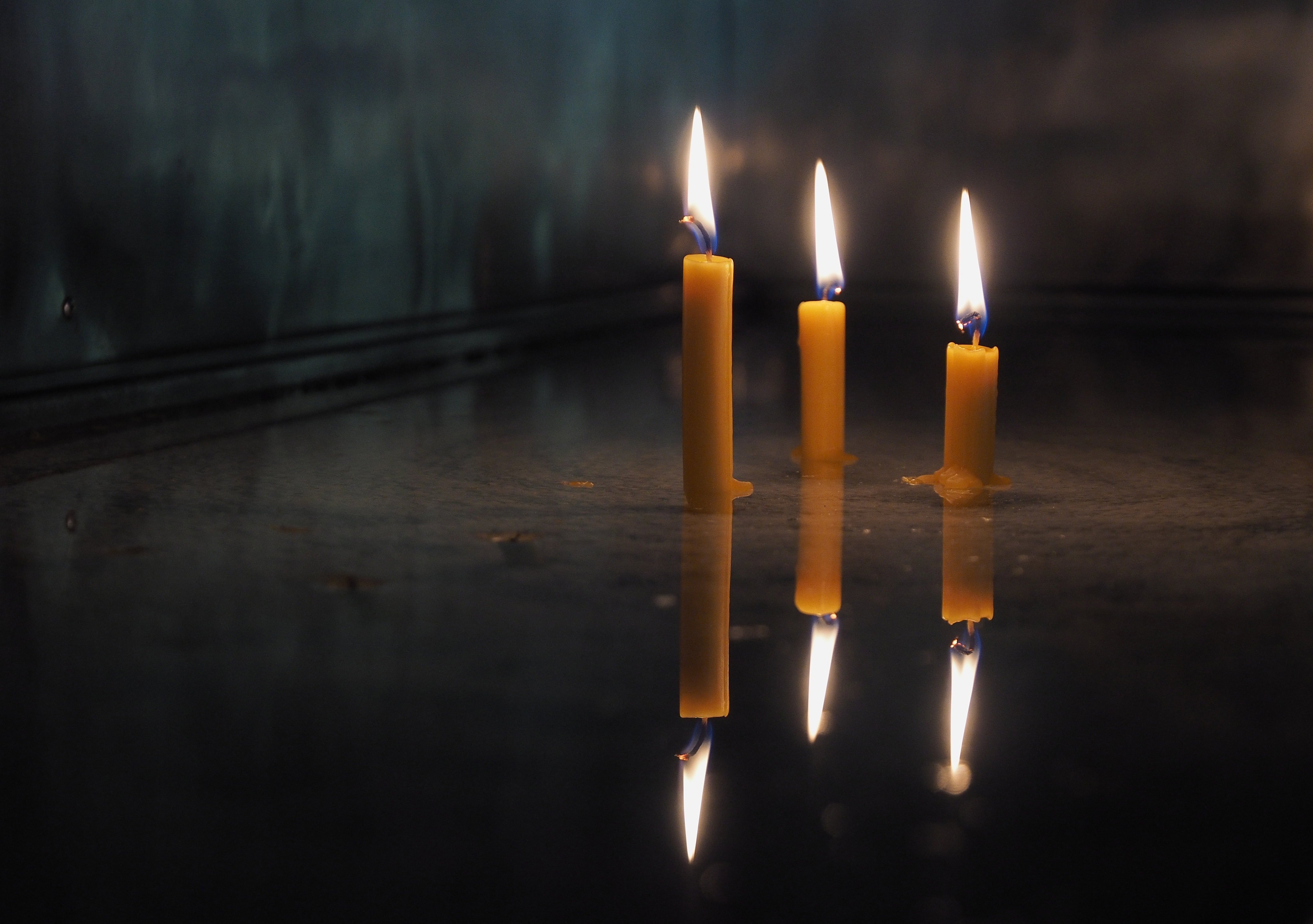
روشن کردن شمع

- تقریباً در همهٔ خانه‌های هندو، لامپ‌ها روزانه و گاهی در مقابلِ یک محراب روشن هستند. در برخی از خانه‌ها لامپ یا شمع‌های تی‌هار در زمان طلوع، و در برخی خانه‌های دیگر، دو بار در روز (زمان طلوع و غروب) روشن می‌شوند.
- شمع‌ها بخش سنتی تشریفات بوداگرایی هستند.[۵]
- در یهودیت، جمعه‌شب‌ها یک جفت شمع را پیش از برگزاری جشن شبات روشن می‌کنند. منورا یک شمعدان با نه پایه شمع است که در جشن یهودی حنوکا استفاده می‌شود.
- در مسیحیت، از شمع ظهور به‌منظور عبادت و هم برای دکوراسیون و تزئین استفاده می‌شود.
- جشنواره شمع رانیری در ایتالیا
- در اسلام و گذشته نه چندان دور در ایران ، مکانهایی در شهرها به نام سقاخانه وجود داشت که آب گوارا در اختیار مردم قرار میداد و ضمنا محلی برای روشن کردن شمع های نذر و دعا و یا یادبود درگذشتگان داشت که با روشن نمودن یک یا چند شمع به دعا ونیایشی نسبتا کوتاه می پرداختند.